# 青写真

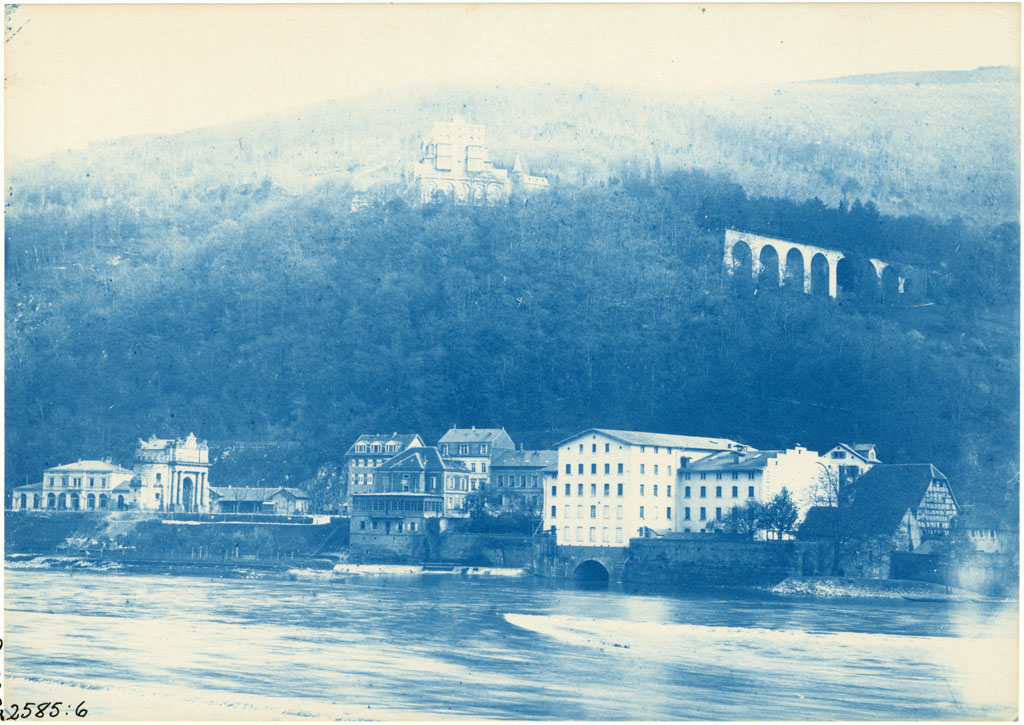
ドイツ・ハイデルベルクの街並み（1881年撮影）

青写真（あおじゃしん、英: cyanotype、サイアノタイプ、シアノタイプ）は、青色の発色を特徴とする19世紀に発明された写真方式。日光（太陽光）で印画することができるため日光写真ともいう。美術作品で用いられることがあるが、実務ではジアゾ式複写機（ジアゾタイプ）の普及によって使われなくなっていった。なお「青写真」の語義と転用については後述する。

## 概要
鉄塩の化学反応を利用した非銀塩写真の一種である。鉄イオンの価数による、ヘキサシアニド鉄酸塩生成反応の差を利用する。
原稿・原版と感光紙を重ねて露光し、光を透さない黒い文字や線が感光剤の変化を抑えることを利用し、潜像を形成させる。次いで現像液との化学反応により、青く発色する・しないの差を生じさせて画像を複写する。文字や線が複写先の感光紙上に白く残り、原稿上の光を透す白い部分が感光紙上では青く発色するというもの（青地白線法、陰画・ネガ）と、その逆の発色をするもの（白地青線法、陽画・ポジ）とがある。
青写真（シアノタイプ）の複写物はアルカリ性下で不可逆な変色を起こすことが知られている。
ジアゾ式複写機が普及する以前には、銀塩写真より感光紙が低価格であるため、青写真が主要な複写技術の一つとして使用された。現代では実務利用はほとんどない。

## 歴史
- 1835年 - イギリスのウィリアム・ヘンリー・フォックス・タルボットが、カロタイプの写真技法（ネガを印画紙と重ね合わせて感光させる、ネガポジ法）を発明。
- 1842年 - ジョン・ハーシェルが、青地白線法の青写真を発明（高価な銀塩を使わない印画法として）。
- 1951年 - コピア（現在のキヤノンファインテックニスカ）が、卓上型ジアゾ式複写機の販売を開始[3][4]。
- 1955年 - 理研光学工業（現在のリコー）が、露光・現像一体型の卓上型ジアゾ式複写機の販売を開始[5]。

## 化学反応
鉄イオンは、光（主に近紫外線）によって3価から2価へ還元される性質を持つ。このことを利用し、鉄(III)塩を塗った感光紙を露光し、原稿の濃淡を鉄(III)イオンの濃淡に変換して潜像を形成させる（原稿の濃い部分に3価が多く残る）。
その後、鉄(III)イオンとは反応しないが、鉄(II)イオンとは紺青（安定した濃青色の顔料）を生成するヘキサシアノ鉄(III)酸カリウム（赤血塩）で現像すると、光の当たった部分に生成した2価の鉄イオンと反応するので、青地に白の複写（陰画）が得られる。通常は青写真といえばこれを指す。
4 Fe2+　+　3 K3[Fe3+(CN)6]　→　Fe3+4[Fe2+(CN)6]3　+　9 K+　+　e-
一方、ヘキサシアノ鉄(II)酸カリウム（黄血塩）で現像すると、逆に白地に青の複写（陽画）となる。ただし、ヘキサシアノ鉄(II)酸カリウムは鉄(II)イオンとも反応して青白色の物質を生成するため、コントラストが低くなる。このため、陽画を得るためには陰画を原稿としてもう一度陰画を作成することが行われたが、精度が低下するため実用図面ではもっぱら陰画が利用された。
感光紙の鉄(III)塩としては、シュウ酸鉄(III)アンモニウムやクエン酸鉄(III)アンモニウムが用いられ、また、あらかじめ現像液と混合して感光紙を作成すると、現像は水洗いだけで済む（下記）。

### 陰画のレシピ
クエン酸鉄(III)アンモニウム150gを水600mLに溶解した溶液と、ヘキサシアノ鉄(III)酸カリウム80gを水400mLに溶解した溶液を調製した後、全量を混合して半日静置する。ろ紙5Aで沈殿物を除いた後、上質紙になるべく均一に塗りつけて暗所で乾燥させると、感光紙となる（遮光保存が必要なので、黒い紙やアルミ箔で挟んで保管する）。
原稿の厚さにもよるが、直射光なら3分程度で露光が完了する。感光後は水洗いして乾燥させ、1%の塩酸または酢酸に浸して再度乾燥させると、青地が鮮やかになって耐久性が増す。
あらかじめ調製液に二クロム酸カリウム5gを添加しておくと感度が向上し、白線が鮮明になる。クエン酸塩は褐色のものより緑色のものが感度が高く、シュウ酸塩を3gほど添加しても、感度向上と耐久性増加がなされる。

### 陽画のレシピ
乳鉢にアラビアゴム4gを採り、水20mLを加えて溶いたものに、クエン酸鉄(III)アンモニウム3gを水6mLで溶いたものを加えて混合する。次いで、塩化鉄(III)2gを水8mlで溶いたものを加え、さらに混合したのち、上質紙に塗布してすばやく乾燥させると、感光紙となる。
感光後にヘキサシアノ鉄(II)酸カリウム20%溶液を塗布または液中に浸して現像し、よく水洗いする。1%の塩酸で洗浄定着させ、水洗乾燥させる。

## 語義と転用
工学史上、機械図面や建築図面の複写（青図、blueprint）に多用されたため、「設計図面」の意味で使用されるようになり、また、これから転じて、将来の計画などを指して「人生の青写真」あるいは「組織改革の青写真」などと言うこともある。
シアノタイプ（本項で述べられる青写真）とジアゾタイプは異なる写真・複写技法だが、文書保存では「青図」、「青写真」、「青焼き」と区別せず単に青色の図面の意味で使用されることもあり、誤認等により、その資料に適さない保存・修復処置法が用いられる可能性があるとして資料保存では「シアノタイプ」と「ジアゾタイプ」に明確に区別すべきと指摘されている。
なお、「青写真」は歳時記で冬の季語である。